# 바중시
바중시(중국어: 巴中市, 병음: bāzhōng shì)은 중화인민공화국 쓰촨성 북동부의 지급시이다.

## 지리 및 기후
북쪽으로 산시성과 접하고 서쪽으로 광위안 남서쪽으로 난충, 남동쪽으로 다저우와 접한다. 산지 지역으로 해발고도는 208m에서 2507m에 이른다.
기후는 아열대 습윤기후에 속하고, 사계절이 분명하며 일조 시간도 길고 강수량도 충분하다. 연평균 기온은 16.0~16.9도, 연강수량은 1,120.7~1,203.1mm이다.
| 바중시의 기후                                                 | 바중시의 기후 | 바중시의 기후 | 바중시의 기후 | 바중시의 기후 | 바중시의 기후 | 바중시의 기후 | 바중시의 기후 | 바중시의 기후 | 바중시의 기후 | 바중시의 기후 | 바중시의 기후 | 바중시의 기후 | 바중시의 기후   |
| 월                                                            | 1월           | 2월           | 3월           | 4월           | 5월           | 6월           | 7월           | 8월           | 9월           | 10월          | 11월          | 12월          | 연간            |
| ------------------------------------------------------------- | ------------- | ------------- | ------------- | ------------- | ------------- | ------------- | ------------- | ------------- | ------------- | ------------- | ------------- | ------------- | --------------- |
| 역대 최고 기온 °C (°F)                                        | 19.1 (66.4)   | 22.6 (72.7)   | 31.4 (88.5)   | 34.0 (93.2)   | 37.5 (99.5)   | 37.1 (98.8)   | 39.4 (102.9)  | 40.6 (105.1)  | 38.2 (100.8)  | 32.8 (91.0)   | 27.8 (82.0)   | 19.3 (66.7)   | 40.6 (105.1)    |
| 일평균 최고 기온 °C (°F)                                      | 9.7 (49.5)    | 12.5 (54.5)   | 17.6 (63.7)   | 23.2 (73.8)   | 27.0 (80.6)   | 29.6 (85.3)   | 32.4 (90.3)   | 32.5 (90.5)   | 27.1 (80.8)   | 21.7 (71.1)   | 16.4 (61.5)   | 10.7 (51.3)   | 21.7 (71.1)     |
| 일일 평균 기온 °C (°F)                                        | 5.8 (42.4)    | 8.3 (46.9)    | 12.5 (54.5)   | 17.7 (63.9)   | 21.6 (70.9)   | 24.7 (76.5)   | 27.4 (81.3)   | 27.0 (80.6)   | 22.5 (72.5)   | 17.4 (63.3)   | 12.3 (54.1)   | 7.2 (45.0)    | 17.0 (62.7)     |
| 일평균 최저 기온 °C (°F)                                      | 3.2 (37.8)    | 5.4 (41.7)    | 8.8 (47.8)    | 13.5 (56.3)   | 17.4 (63.3)   | 21.0 (69.8)   | 23.6 (74.5)   | 23.1 (73.6)   | 19.5 (67.1)   | 14.8 (58.6)   | 9.6 (49.3)    | 4.9 (40.8)    | 13.7 (56.7)     |
| 역대 최저 기온 °C (°F)                                        | −4.5 (23.9)   | −2.3 (27.9)   | −0.8 (30.6)   | 3.6 (38.5)    | 9.9 (49.8)    | 13.4 (56.1)   | 17.0 (62.6)   | 17.0 (62.6)   | 13.3 (55.9)   | 2.7 (36.9)    | 0.5 (32.9)    | −5.3 (22.5)   | −5.3 (22.5)     |
| 평균 강수량 mm (인치)                                         | 11.2 (0.44)   | 17.0 (0.67)   | 32.1 (1.26)   | 64.2 (2.53)   | 120.8 (4.76)  | 160.3 (6.31)  | 228.7 (9.00)  | 150.4 (5.92)  | 157.3 (6.19)  | 87.9 (3.46)   | 41.9 (1.65)   | 13.9 (0.55)   | 1,085.7 (42.74) |
| 평균 강수일수 (≥ 0.1 mm)                                      | 7.7           | 7.4           | 9.6           | 11.1          | 12.6          | 12.9          | 14.1          | 10.9          | 12.8          | 13.5          | 9.3           | 7.5           | 129.4           |
| 평균 강설일수                                                 | 1.1           | 0.4           | 0.1           | 0             | 0             | 0             | 0             | 0             | 0             | 0             | 0             | 0.4           | 2               |
| 평균 상대 습도 (%)                                            | 79            | 76            | 73            | 72            | 72            | 76            | 76            | 74            | 79            | 82            | 83            | 82            | 77              |
| 평균 월간 일조시간                                            | 54.2          | 58.4          | 105.9         | 141.8         | 154.9         | 148.9         | 187.6         | 200.9         | 112.3         | 90.7          | 71.3          | 49.6          | 1,376.5         |
| 가능 일조율                                                   | 17            | 19            | 28            | 36            | 36            | 35            | 44            | 49            | 31            | 26            | 23            | 16            | 30              |
| 출처: 중국기상국 (평년값: 1991년~2018년, 극값: 1971년~2010년) |               |               |               |               |               |               |               |               |               |               |               |               |                 |

## 역사
하나라와 상나라 때 양주(梁州)에 속했다. 춘추시대에는 파자(巴子)로 불렸다. 진나라와 한나라 때는 파군(巴郡)으로 불렸다. 후한 때인 기원후 100년에 한창현(汉昌县)으로 이름이 바뀌었다. 100년 후에 이름이 파서(巴西)로 바뀌었다. 이후로는 양군(梁郡)이나 익주(益州)로 불렸다.
중화민국 성립 후 1913년에 주가 폐지되고 바중 현(巴中县)이 설치되었다. 1993년 7월 5일에 바중 지구(巴中地区)가 설치되었고 2000년에 바중 지구가 지급시로 개편되어 바중 시가 탄생했다.

## 행정 구역

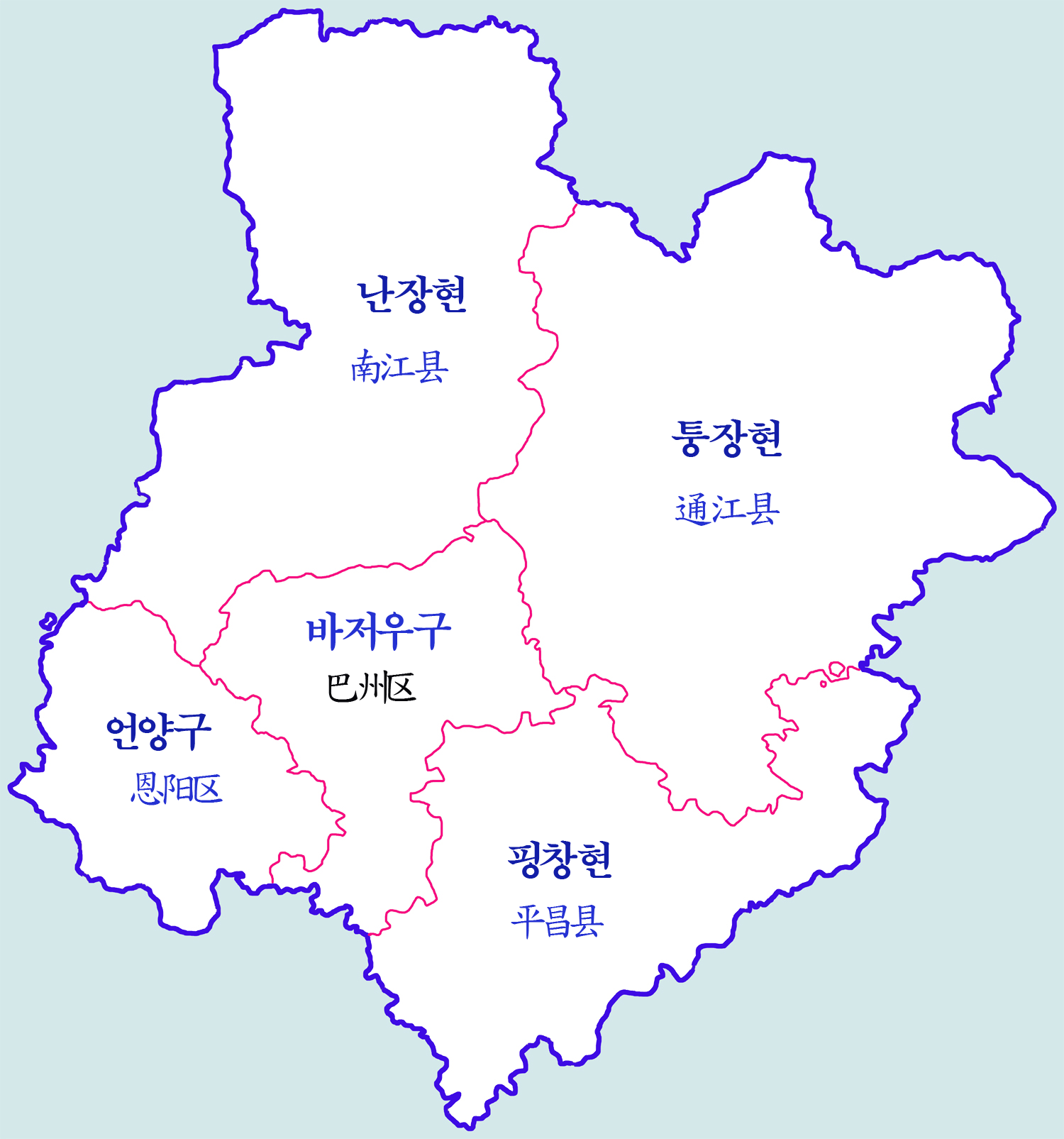
바중시 현급 행정구역도

1개의 시할구, 3개의 현을 관할한다.
시할구
- 바저우 구(巴州区)
- 언양 구(恩阳区)

현
- 퉁장 현(通江县)
- 난장 현(南江县)
- 핑창 현(平昌县)